# Pleolophus basizonus
Pleolophus basizonus är en stekelart som först beskrevs av Johann Ludwig Christian Gravenhorst 1829.  Pleolophus basizonus ingår i släktet Pleolophus och familjen brokparasitsteklar. Arten är reproducerande i Sverige. Inga underarter finns listade i Catalogue of Life.